# Alessandro Troncon
Alessandro Troncon (Treviso, 6 de septiembre de 1973) es un exjugador y entrenador italiano de rugby que se desempeñaba como medio scrum. Con sus 101 partidos con la Selección Italiana es el jugador con más partidos jugados de la historia. Desde su retirada es el ayudante del seleccionador de los "Azzurri".

## Carrera

### Jugador
Formado como Medio melée en la cantera del Benetton Treviso, debuta en el Campeonato Italiano en la temporada 1991-1992, consiguiendo el título con cuatro partidos jugados esa temporada. En la temporada siguiente fue cedido al Mirano para coger experiencia en un primer equipo. Tras una temporada en Venecia, regresa en el verano de 1994 a Treviso; fue en la primavera de ese año 1994 cuando debuta con la Selección Italiana en el partido de Trofeo FIRA 1992-1994 contra España en Parma (sustituyendo a Ivan Francescato). En el verano siguiente ya sería titular en los dos partidos contra Australia en Melbourne y Brisbane.
Poco después se convierte en titular indiscutible como medio-melée de la Selección, y entra en la convocatoria del seleccionador Georges Coste para el Mundial 1995 de Sudáfrica, disputando los tres partidos que jugaron allí los "Azzurri".
1997 es el año de Troncon: en marzo, en Grenoble, fue uno de los artícifes de la primera y única victoria contra Francia (40-32), con lo que Italia cosechó así la primera Copa FIRA en el bienio 1995-1997; al final de la temporada se proclama campeón de Italia con la Benetton Treviso, título que repetiría al año siguiente con el doblete correspondiente al conquistar la Copa de Italia.
En la temporada siguiente, 1998-1999 consigue el tercer scudetto consecutivo con la Benetton Treviso, para posteriormente marcharse a Francia, al Clermont Auvergne justo después de participar en su segundo mundial, en Gales.
El nuevo seleccionador, Brad Johnstone, contó con Troncon, que en este tiempo ya había llegado a 30 internacionalidades, para el nuevo Seis Naciones en el que debutaría la Selección Italiana.
Éste sería el primero de los seis torneos disputados por Troncon hasta 2007 (No disputaría los de 2004 y 2006 por lesión).
Para la temporada 2002-2003 regresa Italia, de nuevo al Benetton, volviendo a ganar ese mismo año el scudetto; ese mismo verano, el sustituto de Johnstone, John Kirwan, lo convoca para el Mundial de 2003, que volvió a dejar a Italia eliminada en la primera fase.
En la siguiente temporada, 2003-2004, ganó su 5º Campeonato Italiano y al año siguiente repetiría con su segunda Copa de Italia.
En la Selección, mientras tanto, Pierre Berbizier sustituiría a John Kirwan. Llegaría en un momento malo para el jugador, puesto que por problemas de lesiones se perdería el Seis Naciones 2006 y el brazalete de capitán (que pasaría a Marco Bortolami), llegando a plantearse durante ese año la renuncia a la Selección. Pero a su regreso, fue convocado para el mejor Seis Naciones que hasta hoy ha disputado Italia: dos victorias, una en Murrayfield contra Escocia y la otra en el Flaminio contra Gales.
Esa misma temporada 2006-2007 gana la Challenge Cup en su regreso al Clermont, club en el que terminaría su carrera profesional.
En el verano de 2007 disputaría el Mundial de Francia, en el que Troncon alcanza la cifra mágica de los 100 partidos como internacional: el 19 de septiembre contra Portugal, entrando así en el selecto grupo con más de 100 internacionalidades: George Gregan (AUS, 139 presenze), Jason Leonard (ENG, 119), Fabien Pelous (FRA, 118), Philippe Sella (FRA, 111), Gareth Thomas (WAL, 103), Stephen Larkham (AUS, 102), Percy Montgomery (SAF, 102) y David Campese (AUS, 101).
Cumpliría el partido 101.º (y el último) pocos días después en la derrota 16-18 contra Escocia que impidió, por primera vez, que la Selección Italiana pasase a cuartos de un Mundial.

### Entrenador
Una vez finalizada su carrera como jugador, desde 2008 Troncon es el segundo entrenador del seleccionador Nick Mallett.
Aparte, Troncon está muy implicado con actividades sociales: forma parte del grupo de atletas italianos de la ONG Aldeas Infantiles SOS.

## Palmarés
- Copa FIRA: 1
Italia: 1995-1997
- Campeonatos italianos: 7
Benetton Treviso: 1991-1992, 1996-1997, 1997-1998, 1998-1999,2002-2003, 2003-2004, 2005-2006
- Copas de Italia: 2
Benetton Treviso: 1997-1998, 2004-2005
- Supercopa italiana de rugby: 1
Benetton Treviso: 2006
- Challenge Cup: 1
Clermont Auvergne: 2006-2007